# Grammoptera erythropus
Grammoptera erythropus är en skalbaggsart som beskrevs av Friedrich-August von Gebler 1841. I den svenska databasen Dyntaxa används istället namnet Alosterna ingrica. Enligt Catalogue of Life ingår Grammoptera erythropus i släktet Grammoptera och familjen långhorningar, men enligt Dyntaxa är tillhörigheten istället släktet Alosterna och familjen långhorningar. Arten har ej påträffats i Sverige. Inga underarter finns listade i Catalogue of Life.

## Bildgalleri

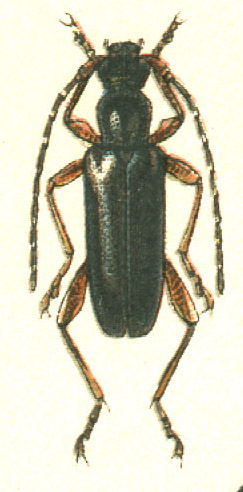